# Nampa (Himalaya)
Der Nampa ist ein 6755 m hoher vergletscherter Berg im Himalaya im Nordwesten von Nepal.
Der Nampa befindet sich im westlichen Teil des Gebirgsmassivs Gurans Himal im Distrikt Darchula. Vom Nampa führt ein Berggrat zum 6,3 km weiter westlich gelegenen Api (7132 m), dem höchsten Berg des Gurans Himal. Nach Süden führt ein Berggrat zum 5,74 km südöstlich gelegenen Bobaye (6808 m). An der Südflanke des Nampa liegt das Quellgebiet des Chameliya Khola, ein linker Nebenfluss des Mahakali. Der Nampa liegt innerhalb des Api-Nampa-Schutzgebietes (Api Nampa Conservation Area).

## Besteigungsgeschichte
Im Oktober 1970 versuchte eine britische Expedition die Erstbesteigung des Nampa. Die Aufstiegsroute führte über die Südwand und den Westgrat bis auf eine Höhe von 6250 m.
Die Erstbesteigung des Nampa gelang schließlich einer japanischen Expedition aus der Präfektur Aomori im Jahr 1972. Am 5. Mai erklommen Susumu Takahashi und Kukuju Kimura den Gipfel. Die Aufstiegsroute führte ebenfalls über die Südwand und den Westgrat. Beim Abstieg verunglückte Takahashi tödlich.